# Crozet (Virgínia)
Crozet é uma Região censo-designada localizada no estado norte-americano de Virginia, no Condado de Albemarle.

## Demografia
Segundo o censo norte-americano de 2000, a sua população era de 2820 habitantes.

## Geografia
De acordo com o United States Census Bureau tem uma área de
9,7 km², dos quais 9,7 km² cobertos por terra e 0,0 km² cobertos por água. Crozet localiza-se a aproximadamente 207 m acima do nível do mar.

## Localidades na vizinhança
O diagrama seguinte representa as localidades num raio de 24 km ao redor de Crozet.